# 利诺特河
利诺特河（法語：Linotte，法語發音：[linɔt]）是法国勃艮第-弗朗什-孔泰大区上索恩省的河流，是奧尼翁河的右支流，长17.5千米，发源自瓦勒鲁瓦勒布瓦，于瑟南流入奥尼翁河。